# Syrrhopodon prolifer
Syrrhopodon prolifer là một loài rêu trong họ Calymperaceae. Loài này được Schwägr. mô tả khoa học đầu tiên năm 1827.